# 多蘭冰川
多蘭冰川（英語：Doran Glacier），是南極洲的冰川，位於維多利亞地，處於索勒斯冰川和馬爾冰川之間，流經庫克里山北坡，現時由南極條約體系管理。